# Menidia menidia

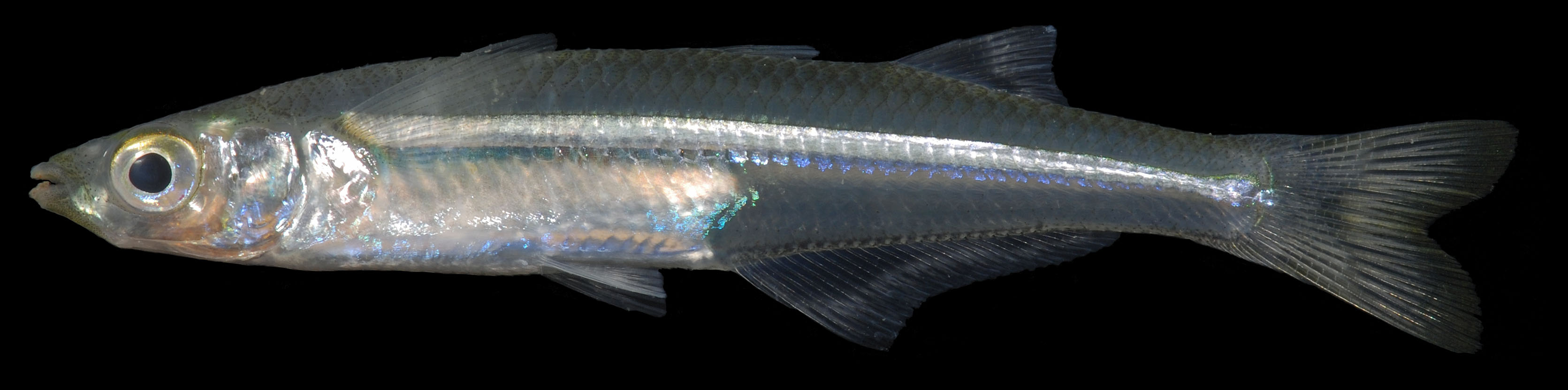
Menidia menidia

La sardina atlántica o pez blanco (Menidia menidia) es uno de los más comunes peces de las costas orientales de EE. UU. Es común sujeto de estudios debido a su sensibilidad a cambios ambientales, tanto que fija su sexo por cambios en la temperatura del entorno.
Mide cerca de 15 cm de long., mayormente plateado y blanco. Come minúsculos animales y plantas, entre ellos crustáceos, algas, gusanos de annélidos, camarónes, zooplancton, anfípodos, calamares e insectos.
Es muy predado por lubina estriada Morone saxatilis, anjova Pomatomus saltatrix, Sebastidae y muchas especies de aves de costa.
Los factores abióticos necesarios para su supervivencia son agua, oxígeno y temperatura adecuada (cerca de 21 °C).
Habita hasta pocos metros de profundidad. También se halla en ríos y arroyos que desembocan en el mar, nadando entre vegetales. Durante el invierno, bucean a más profundidad (pero no demasiado) para evitar bajas temperaturas. En verano se los encuentra cerca de las costas en aguas no más profundas que pocos decímetros. 
Su defensa es ocultarse en la vegetación. Son veloces nadadores y su coloración plata lo disimula a altas velocidades.